# DeShawn Stevenson
DeShawn Stevenson (ur. 3 kwietnia 1981 we Fresno) – amerykański koszykarz, grający na pozycji rzucającego obrońcy.

## Życiorys
Absolwent Washington Union High School, wybrany z numerem 23 przez drużynę Utah Jazz w drafcie 2000. W 2000 wystąpił w meczu gwiazd amerykańskich szkół średnich - McDonald’s All-American.
13 lutego 2010, razem z Caronem Butlerem i Brendanem Haywoodem, został wymieniony do Dallas Mavericks, w zamian za Josha Howarda, Drewa Goodena, Jamesa Singletona i Quintona Rossa. Po przejściu do Dallas zmienił numer koszulki na 92 i został pierwszym w historii NBA zawodnikiem noszącym ten numer. 2 lipca 2012 roku został wymieniony do Atlanta Hawks. 2 sierpnia 2013 został zwolniony przez Hawks.